# Big Mommas hus 2
Big mommas hus 2 är en amerikansk film från 2006.

## Handling
När FBI-agenten Malcom Turners kollega blir mördad bestämmer sig Malcom för att hitta den skyldige, genom att klä ut sig till Big Momma lyckas han få tjänst som barnflicka hos den huvudmisstänkte. Samtidigt som han löser fallet fäster han sig mer och mer vid deras barn.

## Om filmen
Big mommas hus 2 regisserades av John Whitesell. Filmen är en uppföljare på Big Mommas hus från 2000.

## Rollista (urval)
- Martin Lawrence - Malcolm Turner/Big momma
- Nia Long - Sherry
- Emily Procter - Leah Fuller
- Zachary Levi - Kevin
- Mark Moses - Tom Fuller
- Kat Dennings - Molly
- Chloë Grace Moretz - Carrie
- Marisol Nichols - Liliana Morales
- Josh Flitter - Stewart